# Моруццо
Моруццо (итал. Moruzzo, фриульск. Murus) —  коммуна в Италии, располагается в регионе Фриули-Венеция-Джулия, в провинции Удине.
Население составляет 2309 человек (2008 г.), плотность населения составляет 128 чел./км². Занимает площадь 18 км². Почтовый индекс — 33030. Телефонный код — 0432.
Покровителем коммуны почитается святой апостол Фома, празднование 3 июля.

## Демография
Динамика населения:

## Администрация коммуны
- Официальный сайт: http://www.comune.moruzzo.ud.it/